# Het einde van Sint-Petersburg
Het einde van Sint-Petersburg (Russisch: Конец Санкт-Петербурга, Konets Sankt-Peterboerga) is een film uit 1927 van de Russische regisseur Vsevolod Poedovkin.

## Verhaal
Een landbouwer gaat naar Sint-Petersburg om er een baan te vinden. Daar wordt hij samen met een oude dorpsgenoot opgepakt, die ginds vakbondsleider is geworden. De autoriteiten sturen hem naar het front van de Eerste Wereldoorlog.

## Rolverdeling
| Acteur                | Personage          |
| --------------------- | ------------------ |
| Ivan Tsjoevelev       | Jongen             |
| Aleksandr Tsjistjakov | Arbeider           |
| Vera Baranovskaja     | Arbeidersvrouw     |
| Sergej Komarov        | Politiecommissaris |
| Nikolaj Chmelev       | Beursagent         |
| Vladimir Obolenski    | Lebedev            |